# 한솔동 백제고분 역사공원
한솔동 백제고분 역사공원은 세종특별자치시 한솔동 주민센터 뒤에 위치한 공원이다.
공원이 있는 지역의 옛지명은 '말모이', 즉 '마을묘지'로 불리던 곳으로 발굴조사를 통해 백제시대 분묘가 발견된 곳이다. 역사공원에는 석실분 7기와 석곽묘 7기가 존재하는데 이중 백제 횡혈식석실분 2기는 보호각 등으로 노출전시하고, 다른 백제고분은 흙을 덮고 그 위에 분묘형태를 재현했다.

## 백제시대 석실분 1호
이 유적은 묘실과 묘도, 연도 등으로 구성되나 상부가 유실되어 전체적인 규모는 알 수 없다. 묘실 평면은 사각형이고 벽면은 할석을 사용하여 약간 안으로 경사지게 쌓았으며, 규모는 길이 273cm, 너비 305cm, 깊이 153cm이다.
묘실 바닥에는 할성과 강자갈을 깔았고 그 위에 목관을 안치했다.연도는 서벽 중앙부에 축조하였고 묘실과 연도 사이에 높이 103cm의 큰 판석을 기둥삼아 세워 놓았다. 이 석실분은 이미 여러차례 도굴되었으나호, 고배, 찰갑편, 행엽, 이식, 관정 등이 출토되었다. 전시보호각의 북벽에는 출토유물인 기대를 디자인했고, 남벽에는 도굴에 사용된 양동이를 형상화하였다.

## 백제시대 석실분 2호
이 유적은 묘실과 묘도, 연도 등으로 구성되며 상부는 유실되어 전체구조를 정확히 알 수 없다. 묘실의 평면은 사각형이며, 벽면은 약간 안으로 기울어지게 할석으로 쌓았고, 규모는 길이 404cm, 너비 436cm, 깊이 330cm이다. 연도는 서벽 중앙부에 축조되었고 바닥에 출입표지석이 놓여 있었다. 묘실 바닥은 강자갈로 시상대를 설치하고 그 위에 목관을 안치하였던 것으로 보인다. 유물은 호, 고배, 삼족기, 금동장신구, 동자, 구슬 등이며, 발견당시 도굴로 어지럽게 널려 있었다. 묘실은 벽면이 기울고 기어 도괴위험이 있기 때문에 매몰후 봉분을 재현하였고, 연도와 묘도는 유리관을 씌워 원형대로 노출전시하였다.

## 같이 보기
- 아침뜰근린공원